# یواس‌اس ایندیاناپلیس (سی‌ای-۳۵)
یواس‌اس ایندیاناپلیس (سی‌ای-۳۵) (به انگلیسی: USS Indianapolis (CA-35)) یک کشتی جنگی بود که طول آن ۶۱۰ فوت (۱۹۰ متر) بود. این کشتی در سال ۱۹۳۱ ساخته شد.
ناو ایندیاناپلیس یکی از رزم‌ناوهای کلاس پرتلند آمریکایی بود و همینطور یک ناو پر سرعت که در جنگ جهانی دوم عملیات مناسبی انجام داده بود. در ۳۰ ژوئیه ۱۹۴۵ این رزم‌ناو پس از تحویل دادن بمب اتمی هیروشیما هدف زیردریایی I58 نیروی دریایی سلطنتی ژاپن قرار گرفت و توسط اژدر معمولی غرق شد. ابتدا تصور بر این بود که کشتی با اژدر کایتن (یک اژدر انتحاری است که دارای سرنشین است) غرق شده اما پس از شهادت حضوری فرمانده زیردریایی ژاپنی در دادگاه، مشخص شد اینگونه نبوده است. در واقع غرق شدن این ناو که تنها ۱۲ دقیقه به طول انجامید یکی از بزرگترین و پرتلفات‌ترین سوانح دریاییست که از ۱۱۹۶ خدمه تنها حدود ۳۰۰ نفر نجات یافتند و بقیه یا طعمه کوسه شدند یا با کشتی به زیر آب رفتند. ۴ روز بعد عده‌ای از نجات یافتگان نیز از کم آبی هلاک شدند و تنها ۳۲۱ نفر با کشتی دیگری از آب گرفته شدند که ۵ نفر نیز بعدها در جزیره گوام مردند.این رزم‌ناو آخرین ناو غرق شده آمریکایی در جنگ دوم جهانی بود.
ایندیاناپولیس در واپسین روزهای جنگ جهانی دوم توسط اژدرهای یک زیردریایی ژاپنی مورد اصابت قرار گرفت و دیگر روی آب دیده نشد. تیمی از محققان خصوصی به رهبری پل آلن، یکی از موسسان شرکت مایکروسافت، روز جمعه ۲۱ اگوست ۲۰۱۷ بقایای این کشتی را در عمق ۱۸٫۰۰۰ پایی اقیانوس آرام کشف کردند. این کشف تاریخی به ناشناخته ماندن یکی از تراژیک‌ترین فجایع دریایی در تاریخ ایالات متحده پایان داد.
کشتی ایندیاناپولیس خیلی سریع و بعد از گذشت ۱۲ دقیقه از زمان مورد اصابت قرار گرفتن غرق شد تا دیگر نتواند پیام خاصی مخابره کند یا محموله‌های با ارزش خود را به مقصد برساند.
بر اساس گزارش کاخ سفید این کشتی در روزهای قبل از حادثه و در۳۰ جولای سال ۱۹۴۵ توانسته بود ماموریت سری انتقال بخشی از لوازم بمب اتمی که بعدها روی شهر هیروشیما انداخته شد و به جنگ جهانی دوم در اقیانوس آرام پایان داد را با موفقیت به پایان برساند.
بعدها فیلمی با نام «یواس‌اس ایندیاناپلیس: مردان دلیر» (USS Indianapolis: Men of Courage) در سال ۲۰۱۶ با بازی نیکلاس کیج و تام سیزمور در مورد این واقعه ساخته شد.
قبلاً نیز تلاش‌های زیادی برای پیدا کردن بقایای این کشتی غول پیکر انجام شده بود اما تنها تیم ۱۳ نفره آلن با اجازهٔ دولت ایالات متحده توانستند بقایای این کشتی را پیدا کنند. تیم تحقیقاتی آلن پس از سال‌ها تلاش توانستند یک موفقیت جدید را در پیدا کردن کشتی‌های غرق شده قدیمی به‌دست آورند. آن‌ها در سال ۲۰۱۵ نیز بعد از ۸ سال جستجو توانستند کشتی جنگی موساشی را در دریای فیلیپین پیدا کنند.